# Alger County
Alger County is een county in de Amerikaanse staat Michigan.
De county heeft een landoppervlakte van 2.377 km² en telt 9.862 inwoners (volkstelling 2000). De hoofdplaats is Munising.